# Komolló
Komolló (románul Comolău) Réty község településrésze Romániában Kovászna megyében. A történelem során volt már önálló község is, de az 1968-as romániai megyésítés alkalmával elveszítette önállóságát. Korábban a szomszédos Szentivánlaborfalvával is alkotott már egy közigazgatási egységet.

## Fekvése
Háromszéken egészen pontosan Alsóháromszéken Sepsiszék és Orbaiszék határán a Feketeügy partján található falut 1964-ben egyesítették Réttyel, ma az egyesített település nyugati részét képezi. Sepsiszentgyörgytől 12 km távolságra délkeletre fekszik az ideális helyen lévő falu. Innen közel van van Brassó is és a havasok is.

## Története
Vidékét már a rómaiak is ismerték, a település nyugati szélén 2.- 3. századi római castrum maradványai láthatók. Ez védte az Ojtoz felé tartó római kereskedelmi utat. 249 körül a kárpok betörésekor tűzvész pusztította el. Református temploma a 15. században épült, később többször átépítették, aminek következtében eredeti alakját elvesztette. Tornya 1824-ben épült. 1906-ban renoválták.
1910-ben 486 lakosából 479 magyar, 6 német és 2 román volt. A trianoni békeszerződésig Háromszék vármegye járásához tartozott. Mai lakói is elsősorban református vallású székely emberek. A 2002. évi népszámlálás 2234 rétyi polgárt - beleértve a komollóiakat is - regisztrált ebből magyar 2209, román 23, ukrán 1, német 1 volt.

## Híres emberek
- Itt született 1902-ben Dávid Gyula egyházi szakíró.
- Itt született 1922-ben Dimény Imre miniszter, egyetemi rektor.